# Memorando del Clear Channel de 2001
El memorando del Clear Channel de 2001 fue un documento distribuido por Clear Channel Communications (conocido actualmente como iHeartMedia) inmediatamente después de cometerse los atentados del 11 de septiembre de 2001, entre las más de 1.200 emisoras de radio de las que el grupo de comunicación era propietario. La lista contenía alrededor de 150 canciones cuyas letras eran cuestionables en el contexto posterior a los ataques terroristas.

## Historia
Durante los días inmediatamente posteriores a los ataques terroristas del 11 de septiembre, muchas emisoras de radio estadounidenses alteraron su programación habitual en respuesta a los acontecimientos y comenzó a correr el rumor de que el grupo Clear Channel había establecido una lista de canciones cuya letra era calificada de "cuestionable". La lista no prohibía expresamente la programación de estas canciones sino que sugería que durante un tiempo no fueran radiadas. La mayoría de los temas no eran belicistas ni incitaban a la violencia, y se incluyeron canciones como "New York, New York", de Frank Sinatra, o "What a Wonderful World", de Louis Armstrong. Simplemente se trataba, en muchos casos, de no avivar los recuerdos de aquel trágico suceso que tan profunda huella había dejado en la sociedad estadounidense. La lista fue hecha pública por la revista independiente Hits Daily Double. La página web especializada en leyendas urbanas Snopes.com realizó una investigación sobre el tema y concluyó que la lista realmente existía, como una sugerencia para las estaciones de radio, pero señaló que no era una prohibición absoluta de las canciones en cuestión. La lista atrajo la atención de numerosos medios de comunicación una vez que hubo constancia de su existencia.
La lista de 150 sugerencias incluía de una sola vez todo el repertorio de la banda Rage Against the Machine así como temas grabados por varios artistas como por ejemplo "Knockin' on Heaven's Door" de Guns N' Roses junto a la versión original de Bob Dylan. En algunos casos, solo ciertas versiones de una misma canción fueron incluidas, como en el caso de "Smooth Criminal" en la versión de Alien Ant Farm pero no la original de Michael Jackson o la versión original de J. Frank Wilson del tema "Last Kiss", pero no la versión de Pearl Jam. También aparecían en la lista la versión original del tema de Martha and the Vandellas "Dancing in the Street" junto a la versión de Van Halen pero no las versiones de David Bowie y Mick Jagger. AC/DC fue la banda que más temas específicos tuvo listados, un total de siete.

## Lista de canciones
| Artista                                  | Canción                                                     |
| ---------------------------------------- | ----------------------------------------------------------- |
| 3 Doors Down                             | "Duck and Run"                                              |
| 311                                      | "Down"                                                      |
| AC/DC                                    | "Dirty Deeds Done Dirt Cheap"                               |
| AC/DC                                    | "Hells Bells"                                               |
| AC/DC                                    | "Highway to Hell"                                           |
| AC/DC                                    | "Safe in New York City"                                     |
| AC/DC                                    | "Shoot to Thrill"                                           |
| AC/DC                                    | "Shot Down in Flames"                                       |
| AC/DC                                    | "T.N.T."                                                    |
| The Ad Libs                              | "The Boy from New York City"                                |
| Afro Celt Sound System con Peter Gabriel | "When You're Falling"                                       |
| Alice in Chains                          | "Down in a Hole"                                            |
| Alice in Chains                          | "Rooster"                                                   |
| Alice in Chains                          | "Sea of Sorrow"                                             |
| Alice in Chains                          | "Them Bones"                                                |
| Alien Ant Farm                           | "Smooth Criminal"                                           |
| The Animals                              | "We Gotta Get Out of This Place"                            |
| Louis Armstrong                          | "What a Wonderful World"                                    |
| The Bangles                              | "Walk Like an Egyptian"                                     |
| Barenaked Ladies                         | "Falling for the First Time"                                |
| Fontella Bass                            | "Rescue Me"                                                 |
| Beastie Boys                             | "Sabotage"                                                  |
| Beastie Boys                             | "Sure Shot"                                                 |
| The Beatles                              | "A Day in the Life"                                         |
| The Beatles                              | "Lucy in the Sky with Diamonds"                             |
| The Beatles                              | "Ob-La-Di, Ob-La-Da"                                        |
| The Beatles                              | "Ticket to Ride"                                            |
| Pat Benatar                              | "Hit Me with Your Best Shot"                                |
| Pat Benatar                              | "Love Is a Battlefield"                                     |
| Black Sabbath                            | "Sabbath Bloody Sabbath"                                    |
| Black Sabbath                            | "War Pigs"                                                  |
| Blood, Sweat & Tears                     | "And When I Die"                                            |
| Blue Öyster Cult                         | "Burnin' for You"                                           |
| Boston                                   | "Smokin'"                                                   |
| The Crazy World of Arthur Brown          | "Fire"                                                      |
| Jackson Browne                           | "Doctor My Eyes"                                            |
| Buddy Holly and the Crickets             | "That'll Be the Day"                                        |
| Bush                                     | "Speed Kills"                                               |
| The Chi-Lites                            | "Have You Seen Her"                                         |
| The Dave Clark Five                      | "Bits and Pieces"                                           |
| Petula Clark                             | "A Sign of the Times"                                       |
| The Clash                                | "Rock the Casbah"                                           |
| Phil Collins                             | "In the Air Tonight"                                        |
| Sam Cooke                                | "Wonderful World"                                           |
| Creedence Clearwater Revival             | "Travelin' Band"                                            |
| The Cult                                 | "Fire Woman"                                                |
| Bobby Darin                              | "Mack the Knife"                                            |
| Skeeter Davis                            | "The End of the World"                                      |
| Neil Diamond                             | "America"                                                   |
| Dio                                      | "Holy Diver"                                                |
| The Doors                                | "The End"                                                   |
| The Drifters                             | "On Broadway"                                               |
| Drowning Pool                            | "Bodies"                                                    |
| Bob Dylan                                | "Knockin' on Heaven's Door"                                 |
| Everclear                                | "Santa Monica"                                              |
| Shelley Fabares                          | "Johnny Angel"                                              |
| Filter                                   | "Hey Man, Nice Shot"                                        |
| Foo Fighters                             | "Learn to Fly"                                              |
| Fuel                                     | "Bad Day"                                                   |
| The Gap Band                             | "You Dropped a Bomb on Me"                                  |
| Godsmack                                 | "Bad Religion"                                              |
| Green Day                                | "Brain Stew"                                                |
| Norman Greenbaum                         | "Spirit in the Sky"                                         |
| Guns N' Roses                            | "Knockin' on Heaven's Door"                                 |
| The Happenings                           | "See You in September"                                      |
| The Jimi Hendrix Experience              | "Hey Joe"                                                   |
| Herman's Hermits                         | "Wonderful World"                                           |
| The Hollies                              | "He Ain't Heavy, He's My Brother"                           |
| Jan and Dean                             | "Dead Man's Curve"                                          |
| Billy Joel                               | "Only the Good Die Young"                                   |
| Elton John                               | "Bennie and the Jets"                                       |
| Elton John                               | "Daniel"                                                    |
| Elton John                               | "Rocket Man"                                                |
| Judas Priest                             | "Some Heads Are Gonna Roll"                                 |
| Kansas                                   | "Dust in the Wind"                                          |
| Carole King                              | "I Feel the Earth Move"                                     |
| Korn                                     | "Falling Away from Me"                                      |
| Lenny Kravitz                            | "Fly Away"                                                  |
| Led Zeppelin                             | "Stairway to Heaven"                                        |
| John Lennon                              | "Imagine"                                                   |
| Jerry Lee Lewis                          | "Great Balls of Fire"                                       |
| Limp Bizkit                              | "Break Stuff"                                               |
| Local H                                  | "Bound for the Floor"                                       |
| Los Bravos                               | "Black Is Black"                                            |
| Lynyrd Skynyrd                           | "Tuesday's Gone"                                            |
| Johnny Maestro & the Brooklyn Bridge     | "The Worst That Could Happen"                               |
| Martha and the Vandellas                 | "Dancing in the Street"                                     |
| Martha and the Vandellas                 | "Nowhere to Run"                                            |
| Dave Matthews Band                       | "Crash into Me"                                             |
| Paul McCartney & Wings                   | "Live and Let Die"                                          |
| Barry McGuire                            | "Eve of Destruction"                                        |
| Don McLean                               | "American Pie"                                              |
| Megadeth                                 | "Dread and the Fugitive Mind"                               |
| Megadeth                                 | "Sweating Bullets"                                          |
| John Mellencamp                          | "Crumblin' Down"                                            |
| John Mellencamp                          | "Paper in Fire"                                             |
| Metallica                                | "Enter Sandman"                                             |
| Metallica                                | "Fade to Black"                                             |
| Metallica                                | "Harvester of Sorrow"                                       |
| Metallica                                | "Seek & Destroy"                                            |
| Steve Miller Band                        | "Jet Airliner"                                              |
| Alanis Morissette                        | "Ironic"                                                    |
| Mudvayne                                 | "Death Blooms"                                              |
| Ricky Nelson                             | "Travelin' Man"                                             |
| Nena                                     | "99 Luftballons"/"99 Red Balloons"                          |
| Nine Inch Nails                          | "Head Like a Hole"                                          |
| Oingo Boingo                             | "Dead Man's Party"                                          |
| Ozzy Osbourne                            | "Suicide Solution"                                          |
| Paper Lace                               | "The Night Chicago Died"                                    |
| John Parr                                | "St. Elmo's Fire (Man in Motion)"                           |
| Peter and Gordon                         | "I Go to Pieces"                                            |
| Peter and Gordon                         | "A World Without Love"                                      |
| Peter, Paul and Mary                     | "Blowin' in the Wind"                                       |
| Peter, Paul and Mary                     | "Leaving on a Jet Plane"                                    |
| Tom Petty                                | "Free Fallin'"                                              |
| Pink Floyd                               | "Mother"                                                    |
| Pink Floyd                               | "Run Like Hell"                                             |
| P.O.D.                                   | "Boom"                                                      |
| Elvis Presley                            | "(You're The) Devil in Disguise"                            |
| The Pretenders                           | "My City Was Gone"                                          |
| Queen                                    | "Another One Bites the Dust"                                |
| Queen                                    | "Killer Queen"                                              |
| Rage Against the Machine                 | Todas las canciones                                         |
| Red Hot Chili Peppers                    | "Aeroplane"                                                 |
| Red Hot Chili Peppers                    | "Under the Bridge"                                          |
| R.E.M.                                   | "It's the End of the World as We Know It (And I Feel Fine)" |
| The Rolling Stones                       | "Ruby Tuesday"                                              |
| Mitch Ryder & the Detroit Wheels         | "Devil with a Blue Dress On"                                |
| Saliva                                   | "Click Click Boom"                                          |
| Santana                                  | "Evil Ways"                                                 |
| Savage Garden                            | "Crash and Burn"                                            |
| Simon & Garfunkel                        | "Bridge over Troubled Water"                                |
| Frank Sinatra                            | "New York, New York"                                        |
| Slipknot                                 | "Left Behind"                                               |
| Slipknot                                 | "Wait and Bleed"                                            |
| The Smashing Pumpkins                    | "Bullet with Butterfly Wings"                               |
| Soundgarden                              | "Black Hole Sun"                                            |
| Soundgarden                              | "Blow Up the Outside World"                                 |
| Soundgarden                              | "Fell on Black Days"                                        |
| Bruce Springsteen                        | "I'm Goin' Down"                                            |
| Bruce Springsteen                        | "I'm on Fire"                                               |
| Bruce Springsteen                        | "War"                                                       |
| Edwin Starr                              | "War"                                                       |
| Steam                                    | "Na Na Hey Hey Kiss Him Goodbye"                            |
| Cat Stevens                              | "Morning Has Broken"                                        |
| Cat Stevens                              | "Peace Train"                                               |
| Stone Temple Pilots                      | "Big Bang Baby"                                             |
| Stone Temple Pilots                      | "Dead and Bloated"                                          |
| Sugar Ray                                | "Fly"                                                       |
| The Surfaris                             | "Wipe Out"                                                  |
| System of a Down                         | "Chop Suey!"                                                |
| Talking Heads                            | "Burning Down the House"                                    |
| James Taylor                             | "Fire and Rain"                                             |
| Temple of the Dog                        | "Say Hello 2 Heaven"                                        |
| Third Eye Blind                          | "Jumper"                                                    |
| The Three Degrees                        | "When Will I See You Again"                                 |
| Tool                                     | "Intolerance"                                               |
| The Trammps                              | "Disco Inferno"                                             |
| U2                                       | "Sunday Bloody Sunday"                                      |
| Van Halen                                | "Jump"                                                      |
| Van Halen                                | "Dancing in the Street"                                     |
| J. Frank Wilson and the Cavaliers        | "Last Kiss"                                                 |
| The Youngbloods                          | "Get Together"                                              |
| Zager & Evans                            | "In the Year 2525"                                          |
| The Zombies                              | "She's Not There"                                           |